# Isotta Fraschini Tipo 8 A
Der Isotta Fraschini Tipo 8 A ist ein Pkw-Modell der Oberklasse der italienischen Marke Isotta Fraschini.

## Beschreibung
Das Modell kam im Oktober 1924 als Nachfolger des Tipo 8 auf den Markt. Es blieb beim Achtzylinder-Reihenmotor mit OHV-Ventilsteuerung. Die Bohrung wurde auf 95 mm vergrößert, während der Hub von 130 mm gleich blieb. Das ergibt 7372 cm³ Hubraum. Die Leistung war zunächst mit 100 PS und später mit 110 bis 120 PS angegeben.
Es blieb bei Frontmotor, Kardanwelle und Hinterradantrieb. Das Fahrgestell wurde verstärkt und wiegt etwa 1600 kg bei unveränderten Radstand von 370 cm. Karosseriebauunternehmen stellten die Aufbauten her. Bekannt sind Limousine, Tourenwagen, Coupé, Cabriolet, Landaulet und Roadster. Die Lenkung galt als schwergängig.
Ein äußeres Unterscheidungsmerkmal ist das eckige Abzeichen auf der Kühlergrillumrandung, während der Vorgänger ein rundes hat.
1926 ergänzten die Ausführungen Tipo 8 AS „Spinto“ und Tipo 8 ASS „Super Spinto“ das Sortiment. Durch Feinarbeit am Motor stieg die Leistung auf 130 PS bzw. 160 PS. Der Radstand der meisten Fahrzeuge beträgt 340 cm, die Spurweite 141 cm.
Der Schauspieler Rudolph Valentino bestellte 1925 einen Tipo 8 AS, der erst nach seinem Tod fertiggestellt wurde. Fleetwood fertigte die Karosserie als Roadster mit Notsitz. Dieses Fahrzeug ist erhalten geblieben und war früher Teil der Ausstellung im Blackhawk Museum. Es ist etwa 470 cm lang, 172 cm breit und 160 cm hoch.
Bis 1932 entstanden 950 Fahrzeuge dieses Typs. Zusammen mit dem Tipo 8 waren es etwa 1350 oder etwa 1380 Fahrzeuge. Nachfolger wurde der Tipo 8 B, der im Frühjahr 1931 vorgestellt wurde.

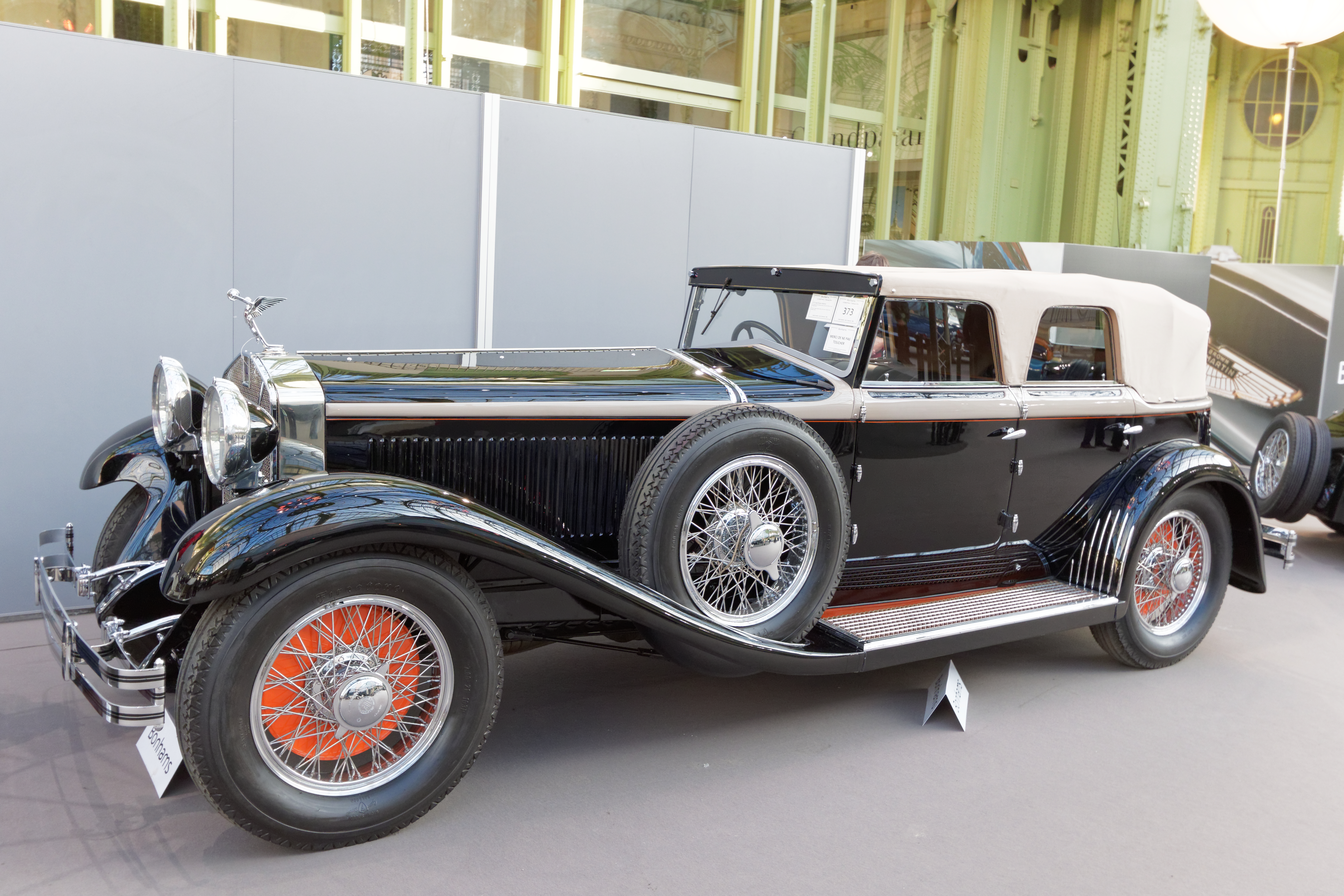
Isotta Fraschini Tipo 8 ASS als Cabriolet
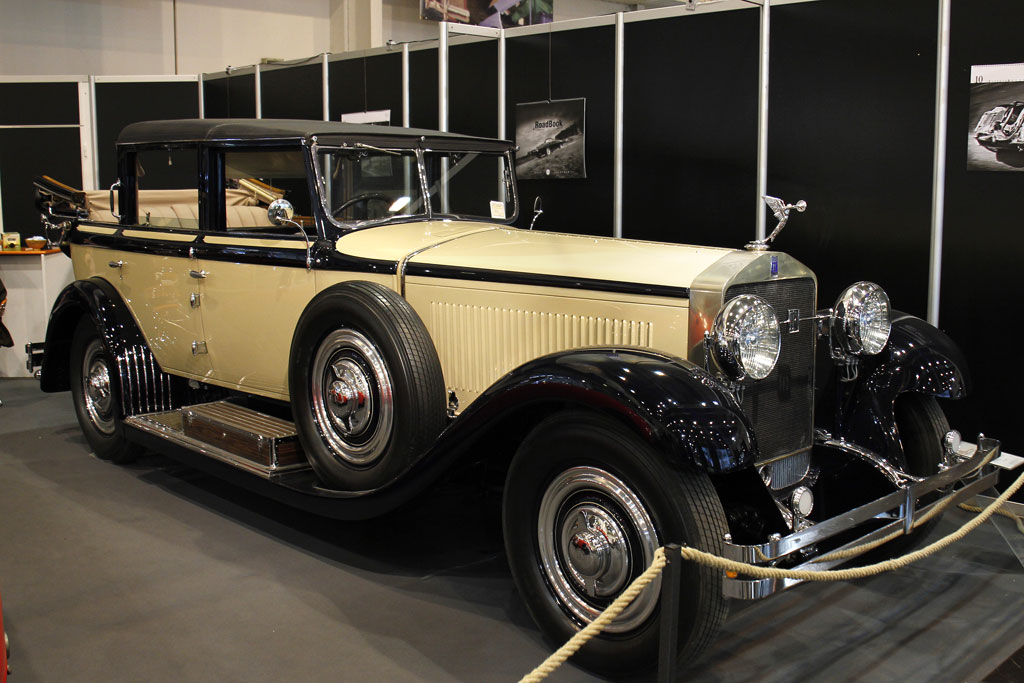
Isotta Fraschini Tipo 8 AS als Landaulet
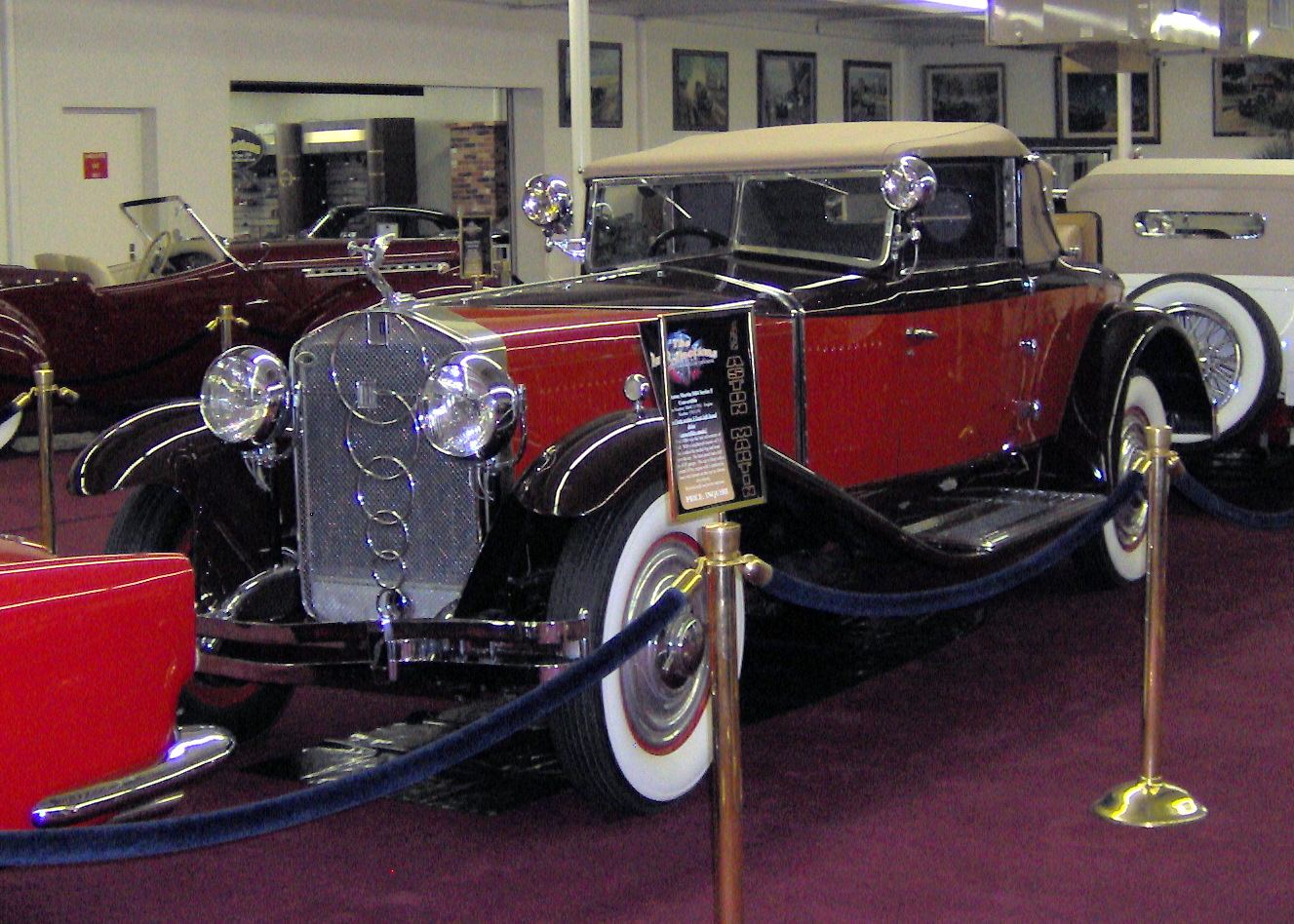
Isotta Fraschini Tipo 8 AS als Roadster von Castagna